# Jane Morlet
Jeanne Juliette Louise Morlet dite Jane Morlet, née le 22 janvier 1879 dans le 9e arrondissement de Paris et morte le 24 décembre 1957 dans le 16e arrondissement, est une actrice et chanteuse française.

## Filmographie
- 1943 : Adieu Léonard de Pierre Prévert
- 1946 : Le Café du cadran de Jean Gehret - La concierge
- 1948 : Bonheur en location de Jean Wall
- 1948 : Le Crime des justes de Jean Gehret
- 1948 : Tabusse de Jean Gehret - Mme Millet
- 1949 : Agnès de rien de Pierre Billon - La Jussaude
- 1949 : Au royaume des cieux de Julien Duvivier - Mme Rubini
- 1949 : Le Jugement de Dieu de Raymond Bernard
- 1949 : Maya de Raymond Bernard - La vieille
- 1949 : Plus de vacances pour le Bon Dieu de Robert Vernay - La mère Antoine
- 1950 : Véronique de Robert Vernay - La femme de l'aubergiste
- 1950 : La Grande Vie de Henri Schneider - La grand-mère
- 1950 : Sous le ciel de Paris de Julien Duvivier - La contrôleuse des vieillards
- 1951 : Deux sous de violettes de Jean Anouilh
- 1951 : Victor de Claude Heymann - La concierge
- 1951 : Le Voyage en Amérique de Henri Lavorel - Marie
- 1952 : La Dame aux camélias de Raymond Bernard - Nanine
- 1952 : La Loterie du bonheur de Jean Gehret
- 1953 : Quand tu liras cette lettre de Jean-Pierre Melville - La grand-mère
- 1955 : Les Aristocrates de Denys de La Patellière - Félicie
- 1955 : Cela s'appelle l'aurore de Luis Buñuel
- 1955 : Voici le temps des assassins de Julien Duvivier - Mme Aristide, la caissière
- 1956 : En votre âme et conscience, épisode : L'Affaire Lesnier de Jean Prat
- 1957 : Sénéchal le magnifique de Jean Boyer - Mme Jourden, une pensionnaire

## Théâtre
- 1942 : Père d'Édouard Bourdet, théâtre de la Michodière
- 1946 : Bonne Chance Denis de Michel Duran, mise en scène Raymond Rouleau, théâtre de l'Œuvre
- 1952 : Le Bon Débarras de Pierre Barillet et Jean-Pierre Grédy, mise en scène Jean Wall,   théâtre Daunou